# Воскресенское кладбище (Могилёв)
Воскресенское кладбище, также Лютеранское (Немецкое) кладбище — ограничено действующее кладбище в Могилёве, расположенное на улице Чкалова, внутри жилого района Могилев-2. Закрыто для захоронения в 1968 году. Площадь 2,2 га.

## История

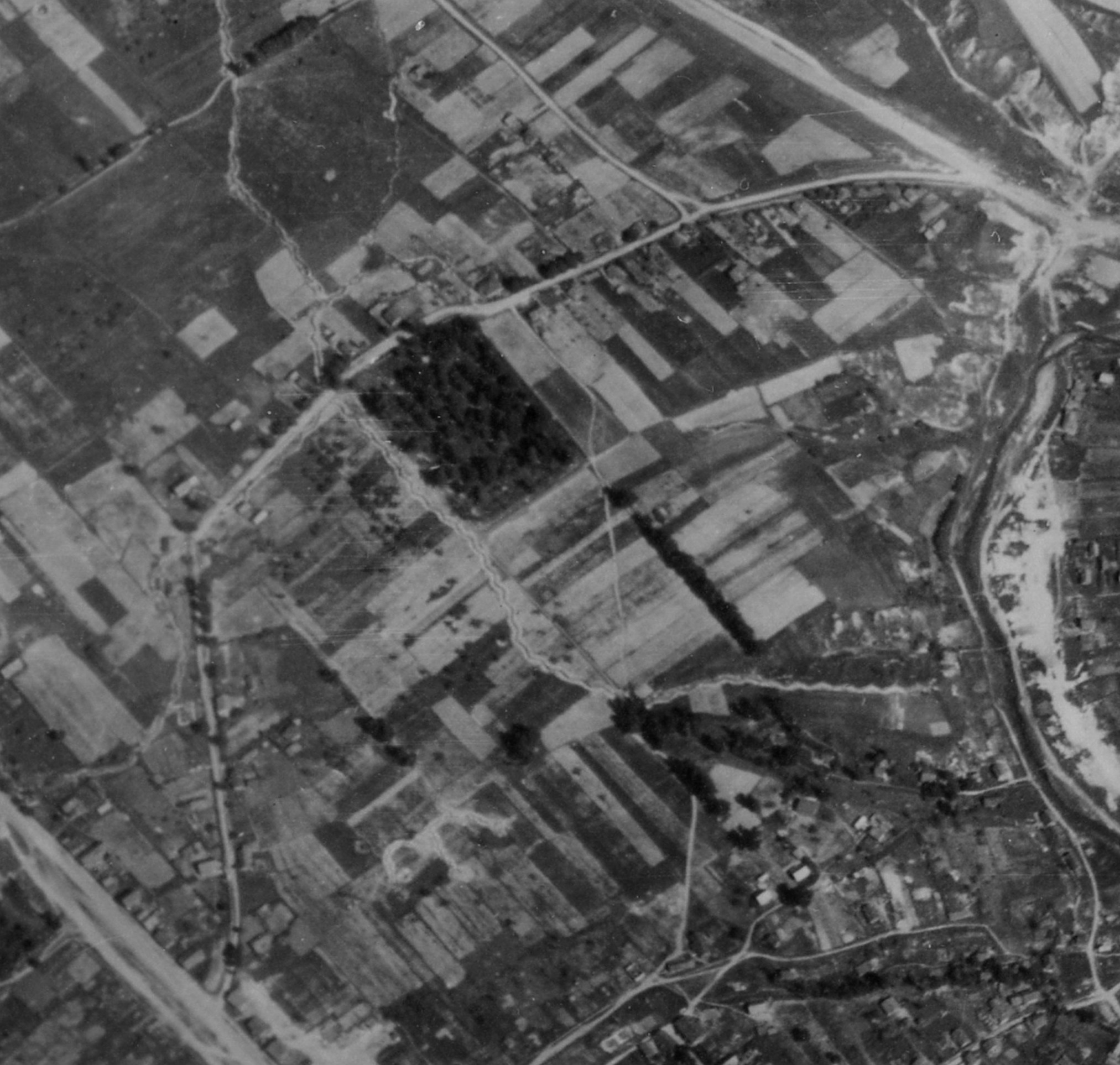
Воскресенское кладбище на немецком аэрофотоснимке от 4 июля 1944 г.

Известно с конца XVIII века. Появилось кладбище Воскресенской церкви. Церковь во имя святых Козьмы и Демьяна располагалась на самом кладбище.
Самое старое лютеранское захоронение, найденное на кладбище, датируется 1826 годом. На кладбище было много латышских захоронений. После 1861 г. многие белорусские аристократы продали свои земли и уехали, их место заняли переселенцы. Особенно много приехало латышей, потому что на их родине не хватало земли. На кладбище была лютеранская часовня. Также хоронили православных, а после Октябрьской революции — людей любого вероисповедания.

## Известные люди, похороненные на кладбище
- Евстафий Евстафьевич Баранов (1790—1845) — генерал-лейтенант, начальник 11-й пехотной дивизий.
- Александр Фёдорович Боркус (1875—1954) — белорусский пианист и музыкальный педагог.
- Федот Прокопович Подолян (1909—1971) — один из руководителей партизанского движения в Могилевской области в Великую Отечественную войну.
- Фердинанд Фердинандович Кранц (1813—1885) — действительный статский советник, после — тайный советник, сенатор.
- Юрий Владимирович Кротов (1904—1968) — российский и белорусский ученый. Доктор технических наук, профессор.
- Владимир (Полуботко) (?-?) — иеромонах, нежинский мешанин Василий Полуботко, род которого связан с родом Конинский. Надгробный крест из чугуна иеромонах Владимир сделал себе еще при жизни, а умер он в возрасте 76 лет[3].
- Константин Радзивинович (1886—1956) — митрофорный протоиерей, последний, перед закрытием, настоятель Трёхсвятительского собора, где он служил с 1941 года. Священник умер от инфаркта на вокзале в Минске, когда безуспешно ездил на прием к П. Пономаренко, для того чтобы бы предотвратить закрытие храма и превращение его в клуб. Надгробие священника выполнена в виде аналоя, на котором лежит крест и Евангелие[3].
- Сергий (Смирнов) (1883—1957) — епископ Смоленский и Дорогобужский. Его мать была родом из Могилёва, жила на улице Чаусского. Выполняя ее просьбу, Сергий в 1955 году приехал в Могилев, где и умер. В завещании епископа была запись, чтобы его похоронили в Могилёве[4].
- Константин Андреевич Строков (1824—1876) — статский советник, учитель русской словесности Могилёвского мужской гимназий. В 1875—1877 инспектор губернских гимназий в Могилёве[5].
- Захар Яковлевич Таранов (1823—1909) — титулярный советник.
- Иосиф Станиславович Федорович (1827—1910) и Елена Эмильевна Федорович (Урожденная Борхман; умерла в 1898) — владельцы поместья Щеглина. На семейном захоронении надгробные плиты и обелиск из белого мрамора.
- Генриетта Ивановна Шалыгина (1854—1902) и ее сын — доктор медицины тайный советник Константин Николаевич Шалыгин, который умер на острове Куба (1829—1902). Еще одна могила Константин Шалыгина находится на Машековском кладбище, рядом с могилой отца.

Вероятно, на кладбище есть древние монастырские захоронения.

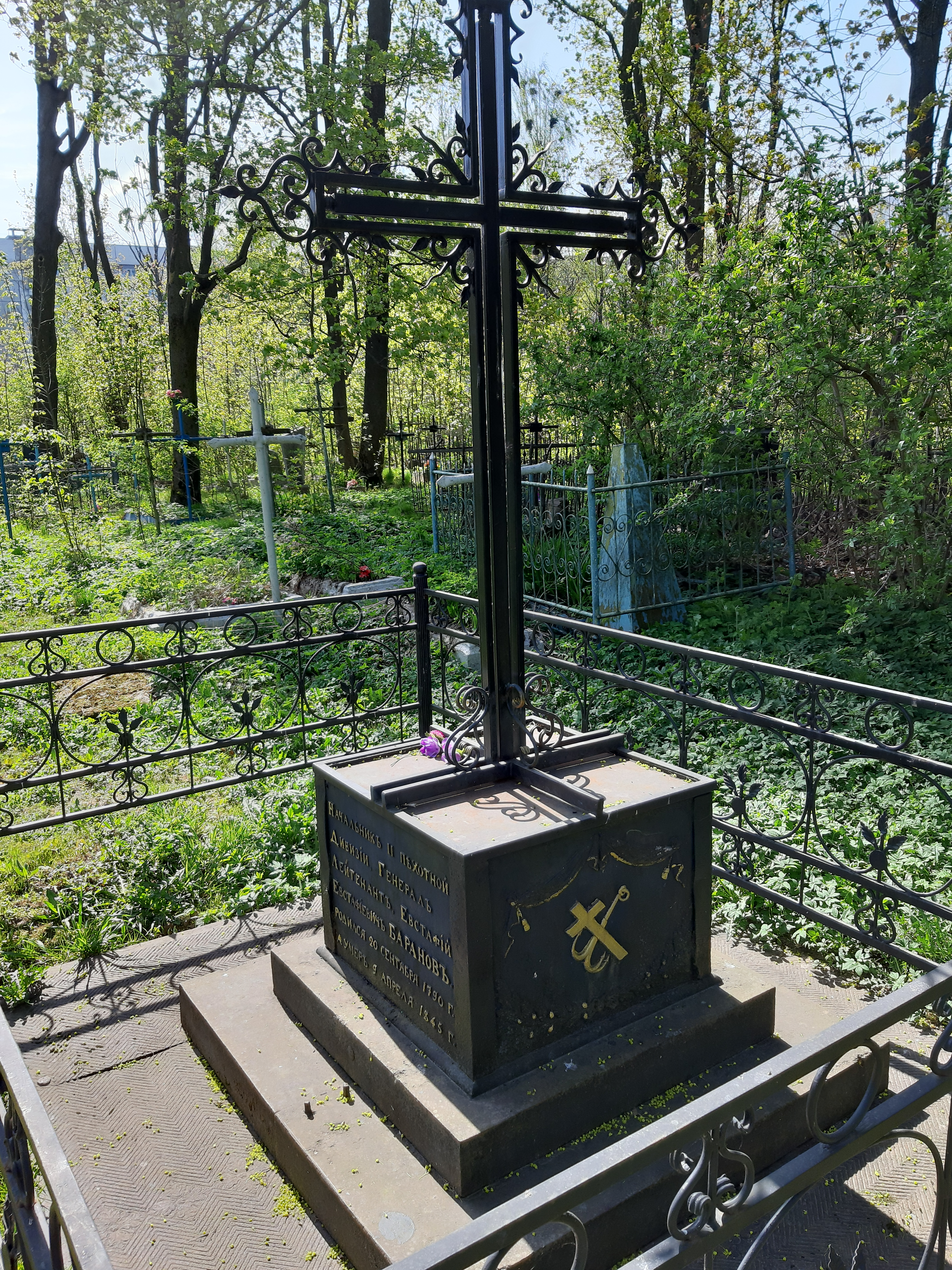
Могила генерал-лейтенанта Евстафия Евстафьевича Баранова
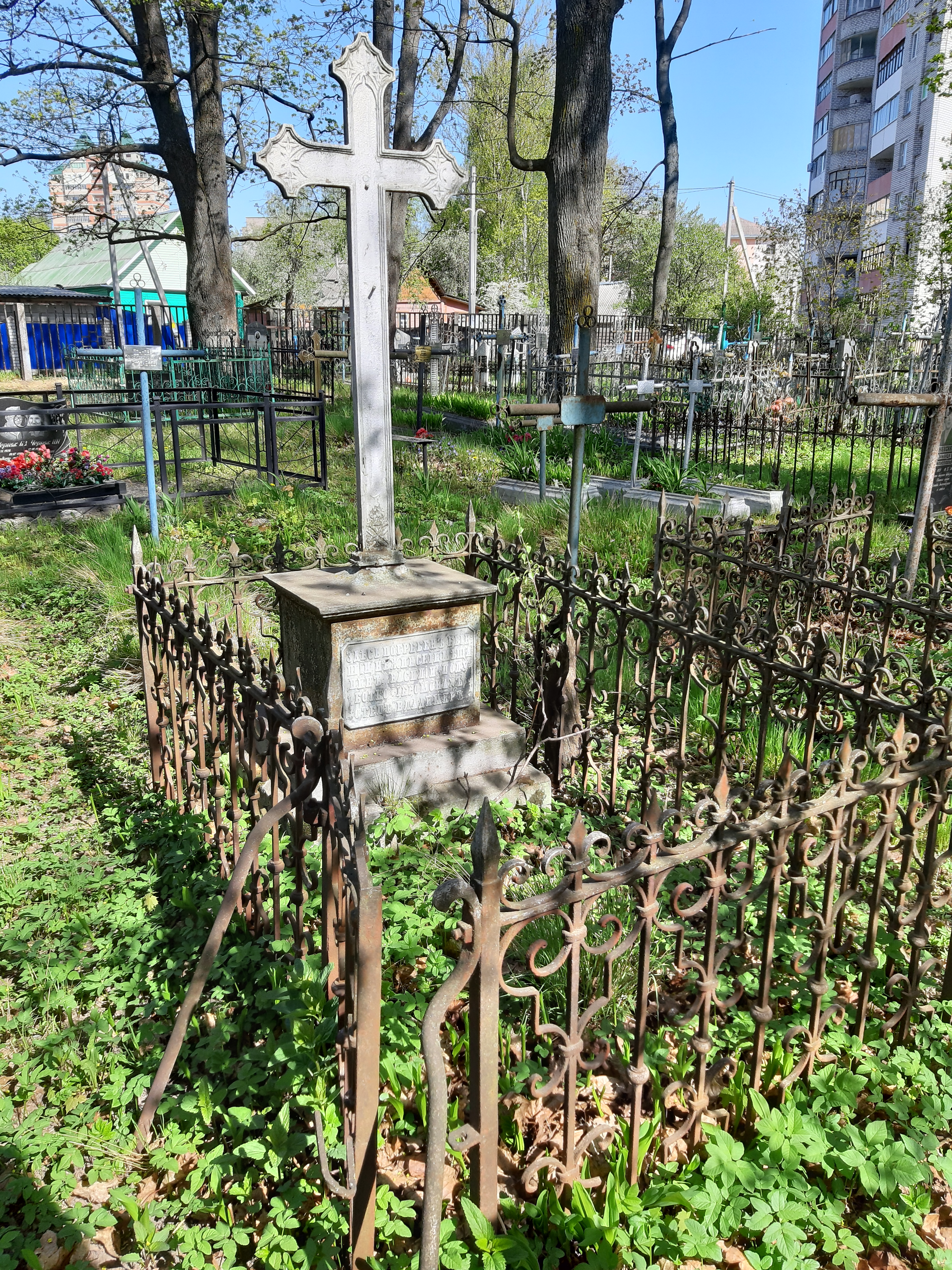
Могила иеромонаха Владимира (Полуботки)
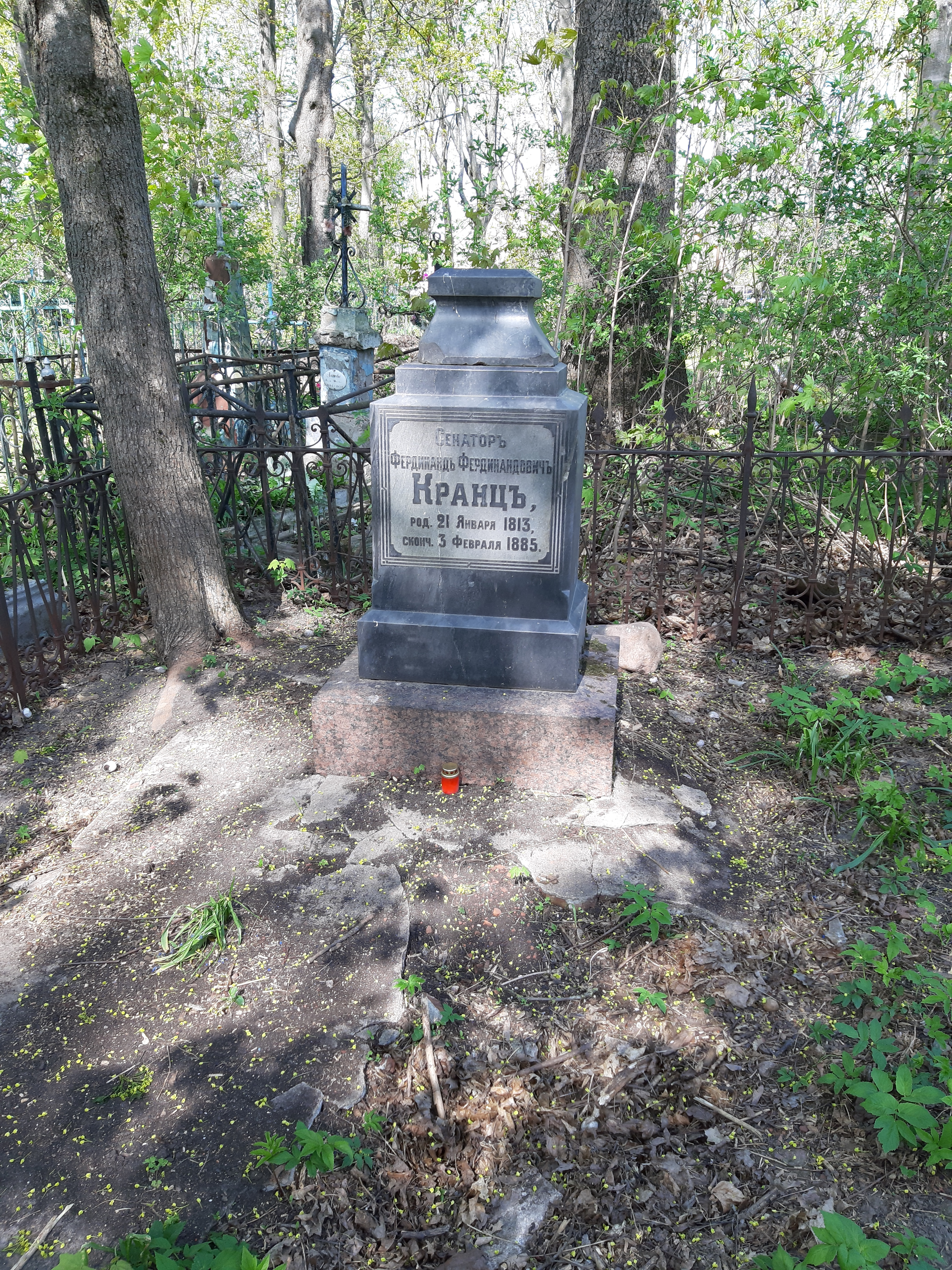
Могила сенатора Фердинанда Фердинандовича Кранца
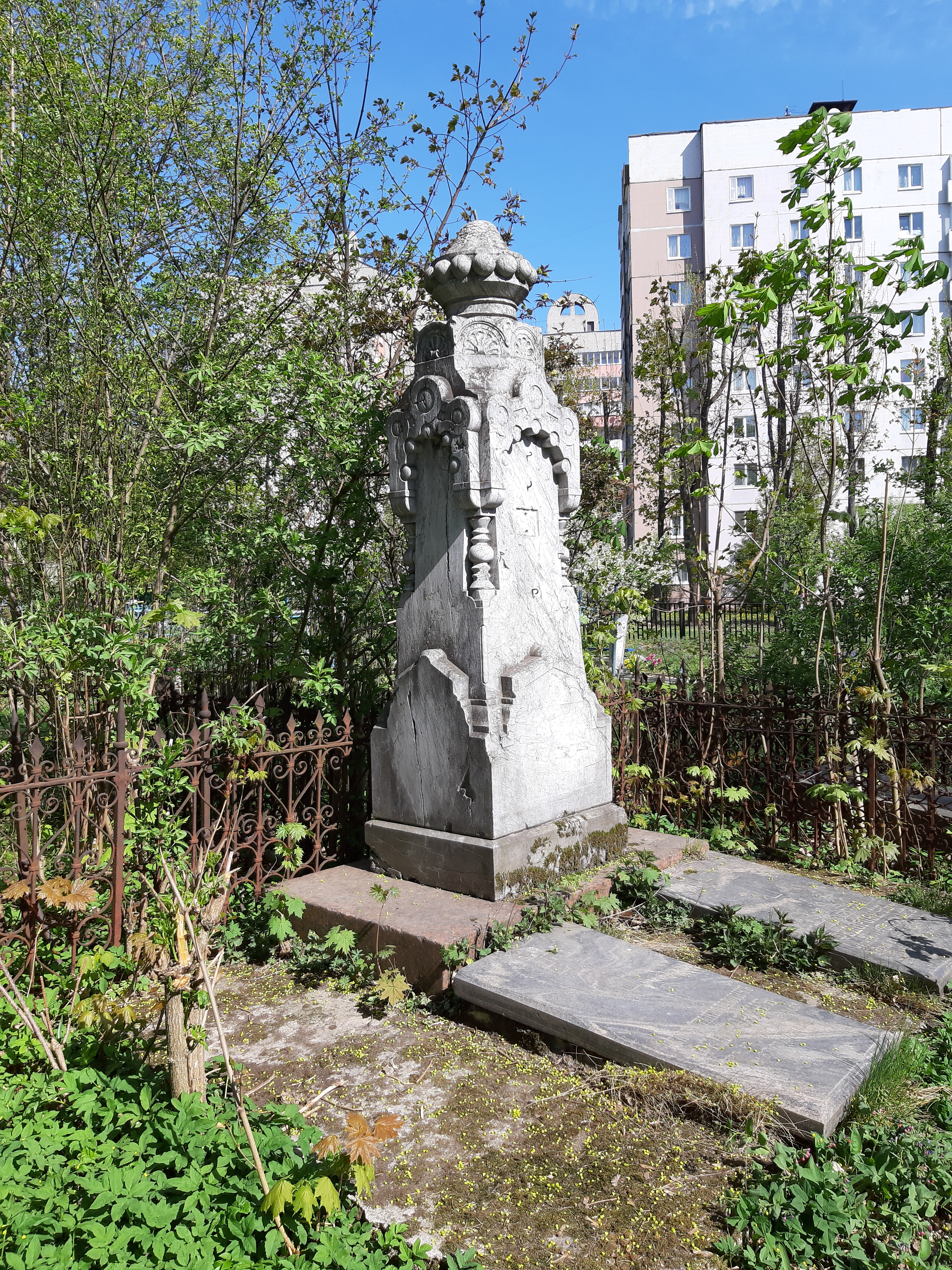
Обелиск на могиле Федоровича
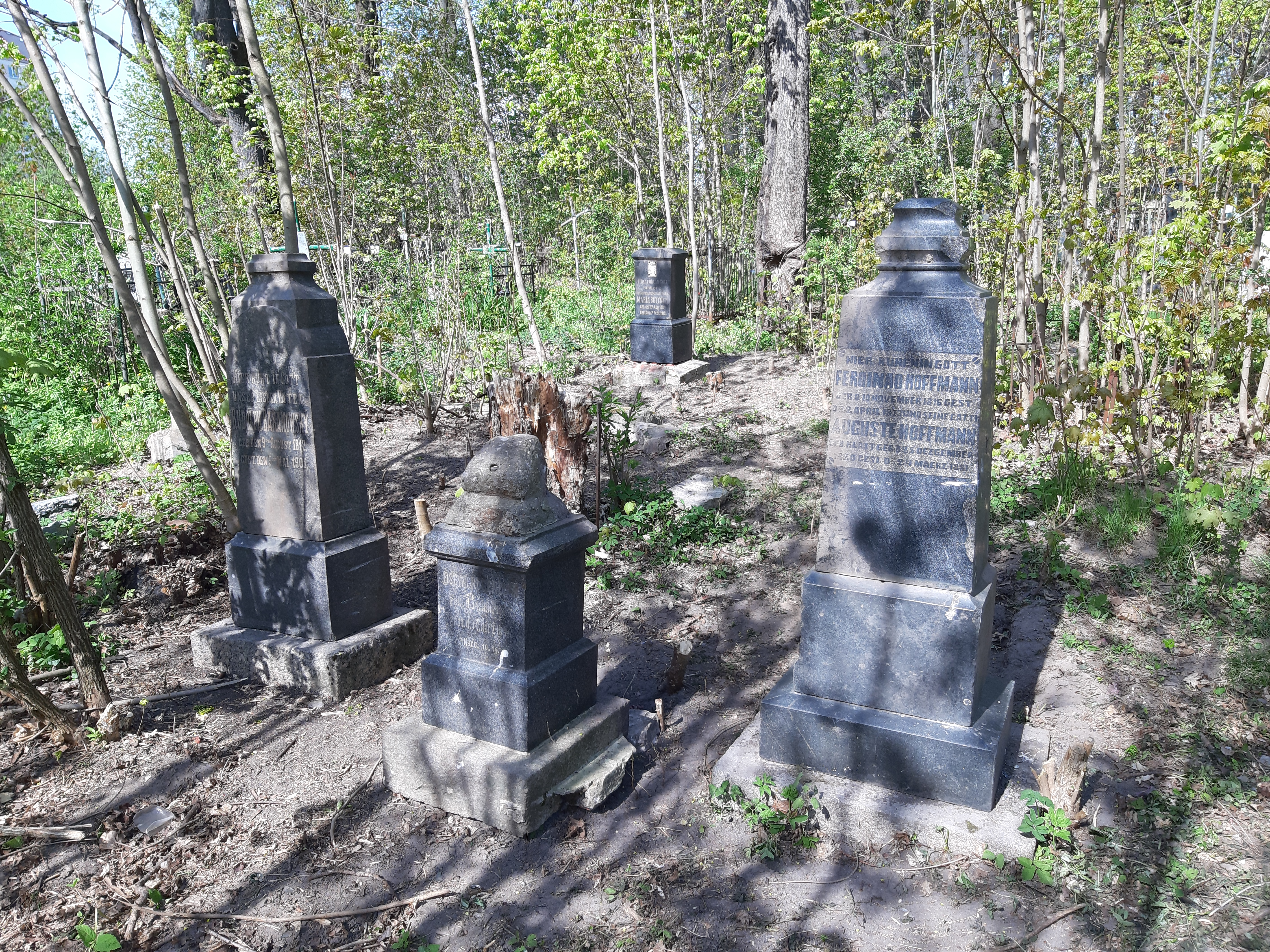
Лютеранские захоронения
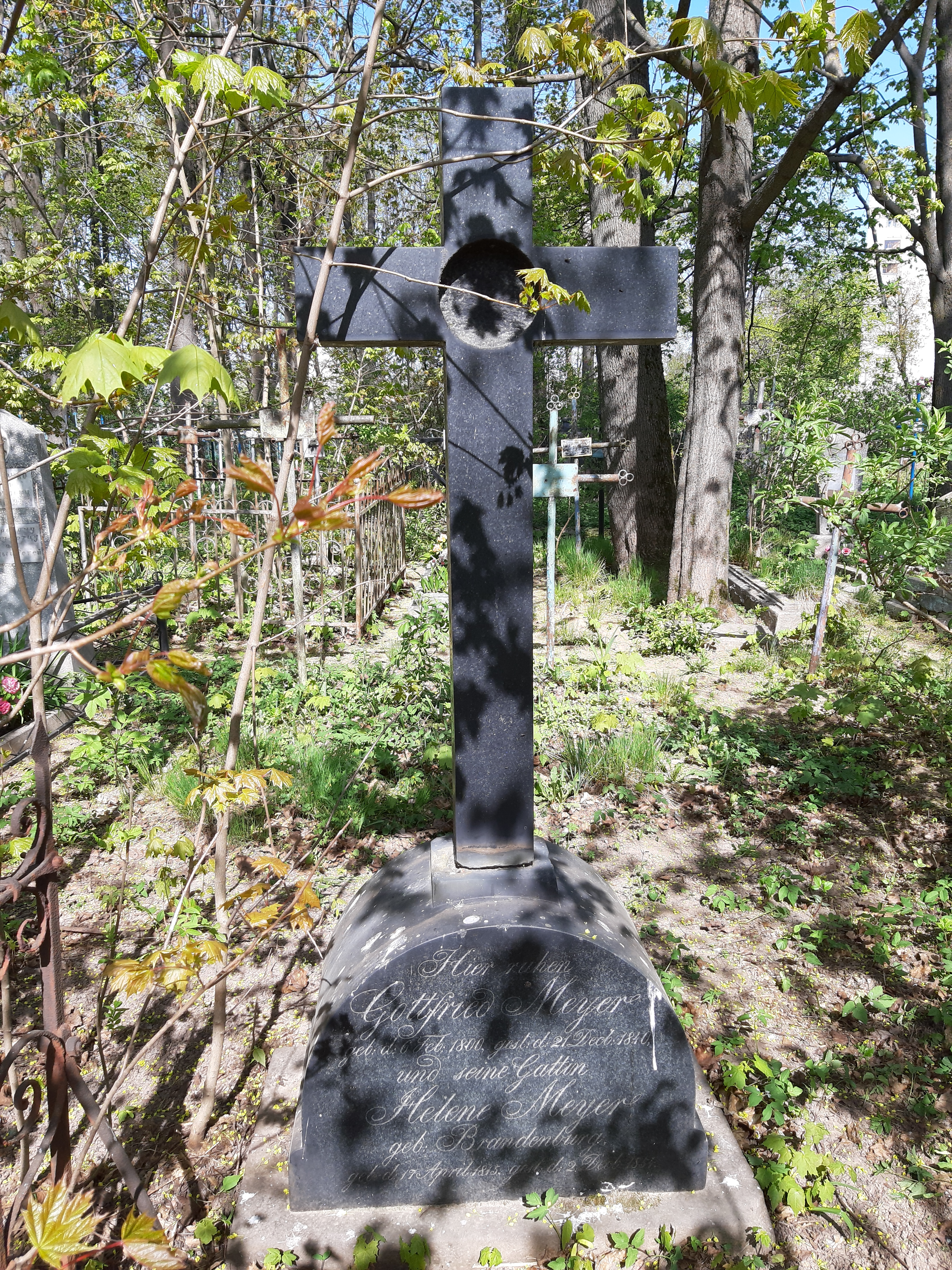
Лютеранские захоронения
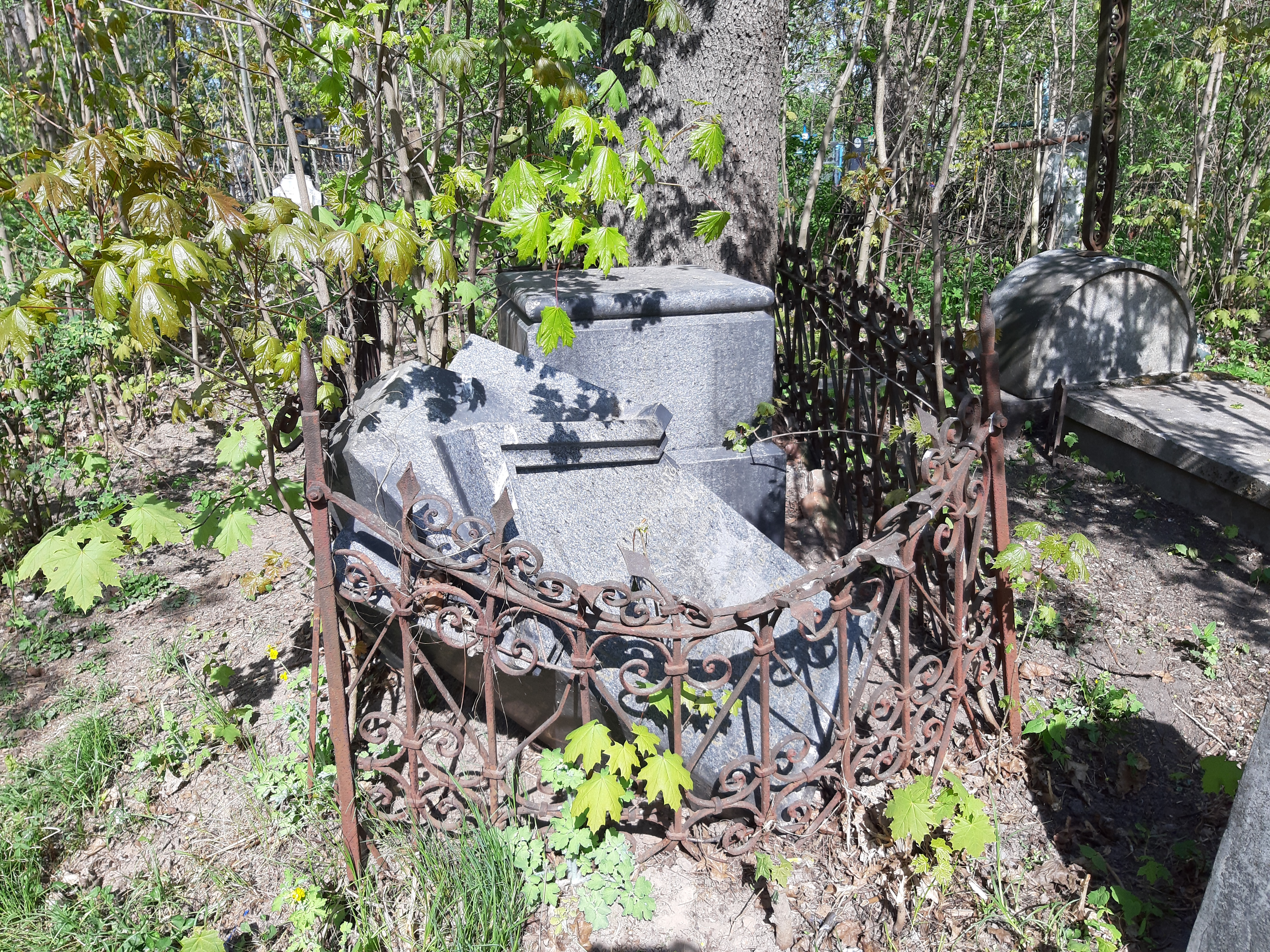
Могила Шалыгиных